# Anjali Devi
Anjali Devi ( ; 24 août 1927 – 13 janvier 2014) était une actrice et productrice indienne du cinéma télougou et tamoul. Elle est célèbre pour son rôle du personnage mythologique Sita dans Lava Kusha ainsi que pour ses rôles titres dans des films tels que Suvarna Sundari et Anarkali.

## Carrière
Actrice
Elle fut actrice de théâtre avant de se lancer dans le cinéma où son premier rôle fut celui de Lohitasya dans Raja Harishchandra en 1936. Son premier film en tant qu'interprète principale fut Kashtajeevi de L. V. Prasad en 1940, mais ce film fut abandonné après le tournage de trois bobines. Plus tard, C.Pullayya la découvrit et lui donna l'occasion d'être la vedette dans le rôle de Mohini dans Gollabhama. Sur la base de ses talents d'actrice et de sa beauté, elle devint une star du jour au lendemain en 1947. Au total, elle tint le premier rôle dans plus de 350 films télougou et tamouls.
Productrice
En 1955, elle produisit le film Anarkali, dans lequel elle joua elle-même le rôle-titre d'Anarkali, avec Akkineni Nageswara Rao dans celui du prince Salim. Ensuite elle produisit les films de V. Madhusudan Rao Bhakta Tukaram et Chandipriya. L'actrice de Bollywood et Tollywood Jayaprada eu le premier rôle dans son film Chandipriya aux côtés de Shobhan Babu et Chiranjeevi. En tant que productrice elle produisit 27 films. Elle fut une ardente adepte de Sathyasai Baba sur lequel elle produisit une série télévisée.

## Vie privée
Elle épousa P. Adinarayana Rao, un chef d'orchestre, en 1940. Ils s'installèrent à Chennai. Ils eurent deux fils. Ensemble, ils produisirent de nombreux films en télougou avec leur société Anjali Pictures. Leur petite-fille, Saila Rao, est également actrice.

## Décès
Elle mourut à l'âge de 86 ans le 13 janvier 2014 à l'hôpital Vijaya, à Chennai, et fit don de ses organes au Ramachandra Medical College.